# 대전광역시의 시내버스 노선 목록
대전광역시의 시내버스 노선 목록 페이지는 대전광역시 면허의 각 시내버스 노선의 운행 구간과 이들 노선의 간략한 특징을 담고 있다. 여러 차례의 노선 변경으로 인해 간선노선과 지선노선의 구분이 모호해졌으므로, 대전광역시에서 정한 대형, 중형버스 제도를 원칙으로 기입하기로 한다. 대형과 중형노선의 구분은 대전시내버스 시각표에서 찾아볼 수 있다. 대전광역시 버스 노선은 여러 업체가 순환하면서 운행한다. 폐선은 이 페이지의 하단에 따로 기록한다. 모든 노선에서 현금 승차가 불가능하다.

## 급행버스
| 노선 번호   | 운행구간        | 운행구간 | 운행구간            | 경유지 | 배차 간격 (분) | 운행업체          | 운행 대수 | 비고                                                                           |
| ----------- | --------------- | -------- | ------------------- | --- | -------------- | ----------------- | --------- | ------------------------------------------------------------------------------ |
| 급행1       | 원내차고지      | ↔        | 신안동              | 원내동, 건양대병원네거리, 가수원육교, 도마삼거리, 서대전역, 서대전네거리역, 중구청, 중앙로역, 대전역 (대동역-원동네거리 편도운행) | 8~9            | 경익운수          | 18        | 저상(전기)버스 운행                                                            |
| 급행2       | 봉산동          | ↔        | 대전역동광장        | 송강전통시장, 목상동, 신탄진역, 와동, 대덕소방서, 중리네거리, 대전복합터미널, 중앙로역 | 8~9            | 협진운수          | 19        | 저상(전기)버스 운행                                                            |
| 급행3       | 원내차고지      | ↔        | 대전컨벤션센터(DCC) | 서일고교, 건양대병원네거리, 가수원파출소, 수목토아파트, 옥녀봉네거리, 예미지7단지, 은하수네거리, 둔산경찰서, 스마트시트5단지 | 11~13          | 경익운수          | 12        | 저상(전기)버스 운행 2011년 7월 1일 신설 도안신도시 버스중앙차로 이용           |
| 급행4       | 낭월공영차고지  | ↔        | 비래동              | 산내주공아파트, 부사동 (은어송초교 편도운행), 한밭종합운동장, 중앙로역, 대전역, 대전복합터미널 | 8~9            | 산호교통          | 12        | 저상버스 운행 2024년 5월 10일 신설                                             |
| B1 (BRT)    | 대전역 (동광장) | ↔        | 오송역              | 한밭자이아파트, 홍도오거리, 대덕구청, 한남오거리, 오정동행정복지센터, 농수산오거리, 대덕산업단지, 한국개발연구원, 소담동새샘마을, 세종특별자치시청, 보람동호려울마을, 세종터미널 (지하), 한솔동첫마을, 나성동, 성남고, 정부세종청사, 도담동(도램마을) | 11~15          | 대전비알티        | 16        | 2016년 7월 20일 신설 BRT 버스중앙차로 이용 저상(전기)버스 운행 입석금지된 노선 |
| 1001 (광역) | 집현동기점지    | ↔        | 시청환승지          | 반곡동, 국책연구단지, 한국개발연구원, 둔곡지구, 롯데마트대덕점, 현대아울렛, 용산고, 테크노밸리(6/12단지), 대덕고, 국립중앙과학관(신세계백화점), 둔산2동주민센터, 시청환승지                                                                           | 13             | 동건운수 세종교통 | 8         | 저상(전기)버스 운행 2023년 8월 18일 신설 세종교통은 세종특별자치시 면허        |

## 간선버스 (대형버스)
| 노선 번호 | 운행구간            | 운행구간 | 운행구간                   | 경유지 | 배차 간격 (분) | 운행업체                   | 운행 대수 | 비고                                                                             |
| --------- | ------------------- | -------- | -------------------------- | --- | -------------- | -------------------------- | --------- | -------------------------------------------------------------------------------- |
| 1002 광역 | 충대농대            | ↔        | 새나루마을9,10단지 (세종)  | 궁동, 한빛아파트, 충남대학교, 노은농수산시장, 새미래중학교, 반석2통, 반석역, 세종터미널, 보람동호려울마을, 세종특별자치시청, 보람초등학교, 소담동새샘마을, 세종국책연구단지 | 17~19          | 대전승합                   | 9         |                                                                                  |
| 101       | 안산동              | ↔        | 대성여자고등학교           | 반석역, 열매마을5.6단지, 노은역, 충남대, 유성온천역, 큰마을네거리, 용문역, 서대전네거리역, 중앙로역, 대전역 (대성여고-삼성네거리 편도운행) | 19~20          | 금남교통 국민버스          | 5 6       | 저상버스 운행                                                                    |
| 102       | 수통골              | ↔        | 대전역 (동광장)            | 국립현충원, 한밭대, 현충원역, 유성온천역, 충남대, 정부청사역, 오정농수산시장, 중리네거리, 복합터미널, 우송대학교, 대동역, 대전역 | 7~9            | 계룡버스                   | 33        | 주말, 휴일 9시~18시 대전현충원 경유 저상(전기)버스 운행                          |
| 103       | 수통골              | ↔        | 동춘당                     | 한밭대, 유성고등학교, 대전일보사, 괴정네거리, 오룡역, 서대전네거리역, 중앙로역, 대전역, 대동역, 우송대, 가양네거리, 명석고등학교, 송촌고, (선비마을 3/4단지 편도운행) | 13~15          | 대전운수                   | 20        | 저상버스 운행                                                                    |
| 104       | 수통골              | ↔        | 탄방역                     | 한밭대, 현충원역, 장대네거리, 충남대학교, 유성구청, KAIST, 서구보건소, 한아름아파트, 갈마역, 둔산여고, 시청 | 17~20          | 한일버스                   | 9         | 저상버스 운행                                                                    |
| 105       | 충대농대            | ↔        | 삼호아파트                 | 궁동, 한빛아파트, 유성온천역, 대전일보사, 갈마육교, 탄방역, 탄방중학교, 농수산오거리, 한남대학교, 복합터미널, 가양네거리, 명석고등학교 (가양비래공원-금성백조아파트-만남웨딩홀-삼호아파트 편도운행) | 9~12           | 계룡버스 협진운수          | 3 19      | 저상버스 운행 BRT 버스중앙차로 이용                                              |
| 106       | 목원대              | ↔        | 비래동                     | 도안고등학교, 휴먼시아 4/6/9단지, 유성온천역, 월평역, 둔산여고, 시청, 남선공원네거리, 중앙중고등학교, 동산지하차도, 복합터미널, 가양네거리, 명석고등학교, 가양공원 | 11~12          | 금남교통                   | 21        | 저상버스 운행 도안신도시 버스중앙차로 이용                                       |
| 107       | 대전역 (동광장)     | ↔        | 동학사 (공주시)            | 대전역, 중앙로역, 중촌네거리, 오룡역, 용문역, 갈마네거리, 대전일보, 유성온천역, 현충원역, 국립현충원, 학봉삼거리 | 21             | 대전승합                   | 10        | 저상버스 운행                                                                    |
| 108       | 낭월동 (공영차고지) | ↔        | 충대농대                   | 충남대도서관, 월평역, 정부대전청사(남문), 법원.검찰청, 남선공원, 중앙중고등학교, 대전세무서, 대고오거리, 보문산, 부사오거리, 석교동, 옥계동, 오투그란데아파트, 산내초교 | 11~16          | 동인여객                   | 18        | 저상(전기)버스 운행                                                              |
| 113       | 서남부터미널        | ↔        | 학하동                     | 도마네거리, 구농도원네거리, 변동오거리, 한민시장, 갈마아파트, 갈마초교, 월평역, 충남대, 유성온천역, 현충원역, 한밭대, 미학아파트, 학의뜰아파트 | 19~21          | 계룡버스                   | 8         | 저상버스 운행                                                                    |
| 114       | 원내동(공영차고지)  | ↔        | 노은4단지                  | 서일고교, 진잠타운, 대자연아파트, 관저중학교, 가수원육교, 수목토아파트, 옥녀봉네거리, 봉명초/중학교, 유성온천역, 충남대, 노은역, 유성여자고등학교, 반석고등학교, 반석2통, 새미래중학교 (네이처뷰3단지-노은휴먼시아4단지 편도운행)                                                                      | 18~27          | 경익운수                   | 13        | 도안신도시 버스중앙차로 이용 전 차량 저상(전기)버스 운행                         |
| 115       | 충대농대            | ↔        | 오월드                     | 충남대학교, 유성온천역, 휴먼시아 4/6/9단지, 도안고등학교, 목원대학교, 수목토아파트, 가수원파출소, 정림삼거리, 도마네거리, 산성동행정복지센터, 산성초교, 산성도서관 | 16~20          | 대전버스                   | 11        | 저상(전기)버스 운행 도안신도시 버스중앙차로 이용                                 |
| 119       | 안산동              | ↔        | 효동                       | 국방과학연구소, 외삼중학교, 반석고등학교, 지족역, 유성선병원, 죽동삼거리, 충남대학교, 유성온천역, 대전일보사, 갈마중학교, 갈마도서관, 변동오거리, 도마네거리, 서대전네거리역, 보문산(부사오거리-문창시장-효동네거리-인동네거리-한화생명 이글스 파크 편도운행)                                          | 15~18          | 대전버스                   | 14        | 전 차량 저상버스 운행                                                            |
| 121       | 탑립동              | ↔        | 대덕대학                   | K-water교육원, 엑스포아파트, 원촌교삼거리, MBC.TJB, 대전컨벤션센터, 국립중앙과학관, KAIST, 유성구청, 충남대학교, 유성온천역, 유성시외버스정류소, 현충원역, 월드컵경기장역, 노은역, 송림마을, 한화케미칼중앙연구소, 한국화학연구원                                                                      | 23~29          | 계룡버스                   | 9         |                                                                                  |
| 201       | 원내동(공영차고지)  | ↔        | 비래동 (대전IC)            | 진잠동행정복지센터, 진잠네거리, 느리울중학교, 건양대학교병원, 관저중학교, 도마네거리, 유천시장, 서대전네거리역, 중구청역, 중앙로역, 대전역, 삼성네거리, 복합터미널, 만남웨딩홀 | 8~9            | 대전교통                   | 26        | 저상버스 운행                                                                    |
| 2002 좌석 | 대전역 (동광장)     | ↔        | 계룡 (신도안)              | 성남네거리, 삼성초교, 대전역, 중앙로역, 중구청역, 서대전네거리역, 버드내아파트, 도마시장, 가수원육교, 건양대병원네거리, 진잠네거리, 방동, 왕대고개, 계룡역, 계룡시청, 삼진아파트, 엄사네거리, 계룡대입구, 해미르아파트                                                                                 | 13             | 경익버스                   | 8         | 계룡시내버스 유천동 일부 정류장 무정차                                           |
| 202       | 대전역 (동광장)     | ↔        | 계룡 (신도안)              | 성남네거리, 삼성초교, 대전역, 중앙로역, 중구청역, 서대전네거리역, 버드내아파트, 도마시장, 가수원육교, 건양대병원네거리, 진잠네거리, 방동, 왕대고개, 계룡역, 계룡시청, 삼진아파트, 엄사네거리, 계룡대입구, 해미르아파트                                                                                 | 13             | 한일버스 경익운수          | 2 6       |                                                                                  |
| 203       | 원내동(공영차고지)  | ↔        | 시청                       | 진잠네거리, 서일고등학교, 다온숲아파트, 천년나무아파트, 느리울12/13단지, 건양대학교병원, 수목토아파트, 도솔터널, 은하수네거리, 정부청사역 (서구청-시청환승지-을지대학병원 편도운행) | 15~17          | 대전교통                   | 10        | 저상버스 운행 2017년 7월 11일 신설 도안신도시 버스중앙차로 이용                  |
| 211       | 대정동(화물터미널)  | ↔        | 정부청사역                 | 드리움아파트, 교촌초등학교, 진잠네거리, 봉우중학교, 가수원육교, 정림삼거리, 도마네거리, 구농도원네거리, 변동네거리, 변동오거리, 용문역, 은하수네거리 (둔산경찰서-정부청사역 편도운행) | 11~14          | 경익운수                   | 16        | 저상버스 운행                                                                    |
| 213       | 원내동공영차고지    | ↔        | 대한통운                   | 서일고등학교, 관저더샵, 다온숲아파트, 천년나무아파트, 느리울12/13단지, 건양대병원네거리, 도안수목토아파트, 어울림하트아파트, 목원대학교, 도솔대교, 대전교통공사, 대전광역시청, 법원.검찰청, 한샘대교, 대전산업단지                                                                                     | 28~38          | 대전교통                   | 13        | 2020년 8월 5일 신설 저상버스 운행                                                |
| 216       | 원내동(공영차고지)  | ↔        | 시청                       | 진잠중학교, 샘물타운, 봉우중학교, 건양대병원네거리, 동방고등학교, 서부경찰서, 대전과학기술대, 대청병원, 배재대학교, 내동중학교, 안골네거리, 은하수네거리, 정부청사역 (서구청-시청환승지-을지대학병원 편도운행)                                                                                         | 14~15          | 경익운수                   | 9         | 저상(전기)버스 운행                                                              |
| 301       | 봉산동              | ↔        | 오월드                     | 송강전통시장, 롯데마트, 테크노밸리 (2/4/5) 대전전자디자인고, 대덕고, 서구보건소, 정부대전청사(서문), 이마트, 갤러리아타임월드, 은하수네거리, 배재대학교, 대청병원, 대전과학기술대, 산성네거리, 산성도서관, 오월드                                                                                      | 7~12           | 협진운수                   | 29        | 저상(전기)버스 운행 오월드 테마버스 운행                                         |
| 311       | 신대공영차고지      | ↔        | 오월드                     | 들말, 연축아파트, 성우동산, 대덕소방서, 소월아파트, 선비마을, 한국폴리텍대학, 동아마이스터고, 우송대학교, 대동역, 중앙시장, 대전역, 중앙로역, 대고오거리, 대전성모병원, 서대전네거리역, 동산중고등학교, 천근오거리, 한밭도서관, 보성초교, 산성초교, 산성도서관                                         | 7~8            | 대전운수                   | 30        | 저상(전기)버스 운행 오월드 테마버스 운행                                         |
| 312       | 목원대학교          | ↔        | 효문화마을                 | 도안고등학교, 대전예술고, 유성생명과학고, 휴먼시아 4/6/9단지, 유성고등학교, 구암역, 유성온천역, 대전일보사, 갈마중학교, 갈마도서관, 배재대학교, 도마네거리, 도마교, 산성동행정복지센터, 초록마을, 사정교, 농수산물유통센터                                                                             | 15~17          | 금남교통                   | 11        | 도안신도시 버스중앙차로 이용 저상버스 운행                                       |
| 314       | 오월드              | ↔        | 동춘당                     | 오월드, 산성도서관, 초록마을, 산성동행정복지센터, 문화초등학교, 서대전네거리역, 중구청역, 중앙로역, 대전역, 대덕구청, 한남대학교, 동대전고등학교, 중리네거리 (선비마을 3/4단지 편도운행) | 10~12          | 대전버스                   | 19        | 저상(전기)버스 운행                                                              |
| 315       | 오월드              | ↔        | 향촌아파트                 | 오월드, 산성네거리, 중구보건소, 동산중고등학교, 충남대학교병원, 서대전네거리역, 오룡역, 용문역, 롯데백화점, 갤러리아타임월드(선사유적지-누리아파트-향촌아파트 편도운행) | 18~21          | 대전버스                   | 8         | 저상(전기)버스 운행                                                              |
| 316       | 대한통운            | ↔        | 안영동(한빛고등학교)       | 읍내네거리, 공구백화점, 대화동행정복지센터, 오정네거리, 한남오거리, 농수산오거리, 시청역, 은하수네거리, 롯데백화점, 용문역, 가장네거리, 버드내네거리, 산성동행정복지센터, 초록마을, 농산물유통센터 | 19~21          | 대전운수                   | 14        | BRT 버스중앙차로 이용 저상(전기)버스 운행                                        |
| 318       | 오월드              | ↔        | 대덕대학교                 | 오월드, 산성도서관, 산성네거리, 머티네거리, 문화초등학교, 서대전역, 유등마을, 용문역, 롯데백화점, 갤러리아타임월드, 정부대전청사(서문), 신세계백화점, 한국표준과학연구원 | 17~19          | 경익운수 금남교통 산호교통 | 5 2       | 저상버스 운행                                                                    |
| 501       | 비래동              | ↔        | 마전 (금산군)              | 만남웨딩홀, 비래검문소, 복합터미널, 성남네거리, 대전역, 중앙시장, 인동네거리, 부사오거리, 석교동행정복지센터, 옥계동, 대성삼거리, 구도동, 삼괴동 덕산마을, 공주마을, 삼정마을, 하소룡골입구, 청소년수련원, 대전시립제2노인병원, 산흥초등학교, 하소동, 가목정마을, 만인산휴양림, 중부대학교, 추부중학교 | 12~13          | 동인여객                   | 14        | 저상버스 운행                                                                    |
| 511       | 낭월동(공영차고지)  | ↔        | 중촌주공아파트             | 구도교, 산내초교, 오투그란데아파트, 고산사, 은어송마을2단지, 천동주공아파트, 효동네거리, 인동네거리, 원동네거리, 대전역, 중앙로역, 대전세무서, 선병원 | 12~20          | 동인여객                   | 13        | 전 차량 저상버스 운행 일부 시간대 금호아파트 경유                                |
| 512       | 대한통운            | ↔        | 동구아름다운복지관         | 대전병원, 읍내네거리, 대전병원, 한남육교, 삼성네거리, 대전역, 대동역(새들뫼아파트 편도운행), 천동초교, 천동휴먼시아, 가오고등학교, 홈플러스가오점, 은어송2단지, 오투그란데아파트, 산내초교, 구도교 | 20~23          | 산호교통                   | 9         | 전 차량 저상버스 운행 BRT 버스중앙차로 이용                                      |
| 513       | 낭월동(공영차고지)  | ↔        | 한빛고(검바위)             | 석천들마을, 산내초등학교, 옥계동, 석교치안센터, 한밭종합운동장, 대흥네거리, 대전성모병원, 서대전네거리역, 센트럴파크, 동산중고등학교, 산성초교, 우남스타원, 한빛고 | 21~28          | 동인여객                   | 8         | 저상(전기)버스 운행                                                              |
| 514       | 낭월동(공영차고지)  | ↔        | 만년동                     | 산내초교, 은어송마을(1,2,5단지), 동구청, 신흥역, 원동네거리, 대전역, 중앙로역, 중앙중고등학교, 남선공원, 법원.검찰청, 서구청, 이마트, 갈마역, 누리아파트, 월평주공아파트(강변아파트-둔천초등학교-서구보건소 편도운행)                                                                                  | 15~17          | 산호교통                   | 18        | 저상(전기)버스 운행                                                              |
| 601       | 비래동              | ↔        | 구암역(유성시외버스정류소) | 만남웨딩홀, 복합터미널, 동산지하차도, 현암교, 중촌네거리, 오룡역, 태평오거리, 변동오거리, 도솔터널, 목원대네거리, 도로교통공단, 대전시립박물관, 상대네거리, 진터네거리, 유성생명과학고 | 17~19          | 계룡버스                   | 9         | 저상버스 운행                                                                    |
| 602       | 비래동              | ↔        | 월평동(주공A)              | 만남웨딩홀, 복합터미널, 동산지하차도, 현암교, 중앙중고등학교, 남선공원네거리, 용문역, 괴정네거리, 갈마중.한밭고, 갈마초등학교, 서대전고등학교(월평주공아파트-성룡초교-황실타운-진달래아파트 편도운행)                                                                                                  | 18~23          | 산호교통                   | 9         | 저상(전기)버스 운행                                                              |
| 603       | 대전대              | ↔        | 목원대                     | 용운도서관, 판암역, 모리아파트, 용운네거리, 대동초교, 대동역(새들뫼아파트 편도운행), 대전역, 호수돈여고, 서대전역, 태평초교, 태평오거리, 래미안아파트, 괴정동행정복지센터, 서대전여고, 도솔터널, LH대전에너지사업단                                                                                    | 12~16          | 대전버스                   | 17        |                                                                                  |
| 604       | 대전동신과학고      | ↔        | 충렬사삼거리               | 판암역. 신흥역. 효동행정복지센터. 부사오거리. 한밭종합운동장. 중앙로역. 중촌네거리. 오룡역. 용문역. 은하수네거리. 정부대전청사(서문). 국립중앙과학관. 한국항공우주연구원. 대덕대 | 11~13          | 대전승합                   | 17        | 전 차량 저상(전기)버스 운행                                                      |
| 605       | 대전대              | ↔        | 갈마아파트                 | 우송대학교, 대동역, 원동네거리, 대전역, 성남네거리, 가양초교, 가양네거리, 홈플러스 동대전점, 오정농수산시장, 정부청사역, 이마트, 은하수네거리, 갈마삼거리, 한밭고등학교(갈마아파트-안골네거리-롯데아파트 편도운행)                                                                                     | 11~12          | 산호교통                   | 19        | 저상(전기)버스 운행                                                              |
| 607       | 비래동              | ↔        | 옥천                       | 만남웨딩홀, 복합터미널, 동산지하차도, 삼성동행정복지센터, 북부교, 삼성네거리, 대전역, 원동네거리, 신흥역, 판암역, 판암지구대, 동신과학고, 세천동, 증약, 군북면사무소, 옥천중학교, 옥천역 | 14             | 대전운수 옥천버스          | 14 4      | 저상(전기)버스 운행 옥천버스는 옥천군 면허                                       |
| 608       | 서남부터미널        | ↔        | 은어송마을3단지            | 도마네거리, 태평교네거리, 삼부/새롬아파트, 유천시장, 서대전네거리역, 중구청, 중앙로역, 대전역, 원동네거리, 대동역, 우송대학교, 대전대학교, 용운국제수영장, 판암역, 동구청, 은어송마을5단지(은어송마을4단지 편도운행)                                                                                   | 18             | 대전교통                   | 10        | 저상버스 운행 2017년 6월 30일 신설, 도마시장→도마네거리→서남부터미널 양방향 운행 |
| 611       | 신대공영차고지      | ↔        | 세천공원                   | 들말, 연축아파트, 성우동산, 중리시장, 중리네거리, 복합터미널, 성남네거리, 삼성네거리, 대전역, 대동역, 펜타뷰아파트, 용방마을, 판암주공4/5단지, 판암역, 동신과학고 | 16~17          | 한일버스                   | 10        | 저상(전기)버스 운행                                                              |
| 612       | 동신과학고          | ↔        | 배재대학교                 | 판암네거리, 신흥역, 대전역, 중앙로역, 대고오거리, 대전성모병원, 서대전네거리역, 서대전역, 태평오거리, 삼부아파트, 변동시장, 변동네거리, 변동오거리, 안골네거리, 내동중학교, 경남아파트 | 18~25          | 대전운수                   | 11        | 저상(전기)버스 운행                                                              |
| 613       | 비래동              | ↔        | 갈마아파트                 | 가양비래공원, 명석고등학교, 한국폴리텍대학, 가양초교, 성남네거리, 대전역, 중앙로역, 중구청역, 서대전네거리역, 서대전역네거리, 도마네거리, 도마중학교, 변동근린공원, 내동네거리, 봉산중학교(롯데아파트-갈마아파트-안골네거리 편도운행)                                                                  | 13~16          | 계룡버스                   | 13        | 저상(전기)버스 운행                                                              |
| 615       | 대한통운            | ↔        | 정림동                     | 대덕소방서, 중리동, 용전동행정복지센터, 대전지방국토관리청, 용전네거리, 성남네거리, 대전역, 중앙로역, 중구청, 대고오거리, 충남대학교병원, 동산중고등학교, 문화동, 도마네거리, 서부소방서, 코스모스아파트, 정림중학교                                                                                   | 13~15          | 대전승합                   | 14        | 전 차량 저상(전기)버스 운행                                                      |
| 616       | 대전역              | ↔        | 대전역                     | 대덕구청, 오정네거리, 공구백화점, 대덕소방서, 보람아파트, 선비마을 2/3/4단지, 복합터미널, 성남네거리, 대동역, 원동네거리 | 18~20          | 대전승합                   | 11        | 순환노선(내선, 외선) BRT 버스중앙차로 이용                                       |
| 617       | 비래동              | ↔        | 변동오거리                 | 동춘당, 선비마을, 소월아파트, 안산도서관, 중리시장, 오정농수산시장, 시청, 은하수네거리, 갈마중.한밭고, 봉산중학교, 내동초등학교(변동오거리-가장네거리-가장교-가장제일장로교회 편도운행) | 15             | 국민버스                   | 12        | 저상버스 운행                                                                    |
| 618       | 동신과학고          | ↔        | 대전컨벤션센터(DCC)        | 판암역, 동구청, 은어송마을 3/5/6단지, 효동네거리, 부사오거리, 보문산, 충남대학교병원(동문), 한밭도서관, 대전국제통상고, 서대전네거리역, 오룡역, 용문역, 을지대학병원, 정부청사역, 대전예술의전당, 스마트시티5단지                                                                                      | 17~20          | 산호교통                   | 12        | 저상버스 운행                                                                    |
| 619       | 동신과학고          | ↔        | 서대전여고                 | 판암역, 모리마을, 대동초교, 충남중학교, 효동네거리, 부사오거리, 보문산, 충남대학교병원, 동산중고등학교, 문화초등학교, 도마네거리, 구농도원네거리, 변동오거리(서대전여고-안골네거리-봉산중 편도운행) | 18~21          | 산호교통                   | 9         | 저상버스 운행                                                                    |
| 701       | 탑립동              | ↔        | 대전고                     | 대덕경찰서, 한국타이어, 목상동행정복지센터, 이문고, 산막삼거리, 와동, 대덕소방서, 중리네거리, 홈플러스 동대전점, 복합터미널, 성남네거리, 대전역, 중앙로역(대고오거리-대흥네거리-대흥동성당 편도운행)                                                                                                   | 15~18          | 동건운수                   | 13        | 저상버스 운행                                                                    |
| 703       | 신탄진              | ↔        | 정림동                     | 신탄진시장, 신탄진역, 신탄진한일병원, 대한통운, 회덕동주민센터, 대전병원, 오정농수산시장, 법원.검찰청, 시청역, 은하수네거리, 롯데백화점, 용문역, 가장네거리, 변동오거리, 도마네거리, 서부소방서, 코스모스아파트, 정림중학교                                                                            | 11~13          | 대전교통 대전운수 산호교통 | 12 3 6    | 저상(전기)버스 운행                                                              |
| 704       | 원내동(공영차고지)  | ↔        | 신탄진(보훈병원)           | 진잠초교, 교도소입구, 드리움아파트, 학하초등학교, 유성오토월드, 유성생명과학고, 구암역, 유성온천역, 충남대, 한국화학연구원, 대덕대, 충열사, 대전전자디자인고, 테크노밸리(2단지/4단지/5단지), 한마을아파트, 대덕경찰서, 신탄진역                                                                        | 14~18          | 경익운수 동건운수          | 12 6      | 저상(전기)버스 운행                                                              |
| 705       | 신탄진              | ↔        | 대전시청                   | 신탄진동행정복지센터, 신탄진역, 남경마을, 신탄진한일병원, 대전이문고, 대덕경찰서, 4산업단지, 테크노밸리(6/11/12단지), 전민네거리, MBC.TJB, 대전컨벤션센터, 서구보건소, 정부대전청사(서문), 이마트, 둔산2동행정복지센터                                                                                 | 14~15          | 국민버스                   | 10        | 저상버스 운행                                                                    |
| 706       | 대한통운            | ↔        | 목원대                     | 읍내동현대아파트, 대덕소방서, 중리네거리, 오정농수산시장, 한밭초등학교, 탄방중학교, 공작아파트, 탄방역, 갤러리아타임월드, 월평역, 유성온천역, 휴먼시아 4/6/9단지, 도안고등학교 | 13~15          | 한일버스                   | 14        | 저상버스 운행 도안신도시 버스중앙차로 이용                                       |
| 707       | 대전역 (동광장)     | ↔        | 대전컨벤션센터 (DCC)       | 대전역, 삼성네거리, 대종로네거리, 중앙중고등학교, 시청, 이마트, 정부대전청사서문, 서구보건소 | 14~15          | 국민버스                   | 10        | 저상버스 운행                                                                    |
| 711       | 신탄진              | ↔        | 대전역동광장               | 신탄진고등학교, 신탄진한일병원, 와동, 안산도서관, 동대전고등학교, 한남대학교, 대덕구청, 대전역, 중앙로역, 대동역 | 16~18          | 동건운수                   | 13        | 저상버스 운행 BRT 버스중앙차로 이용                                              |
| 802       | 봉산동              | ↔        | 보문산공원                 | 송강전통시장, 한마을아파트, 테크노밸리(6/10/11/12단지), 전민중학교, 대전병원, 중리네거리, 용전네거리, 복합터미널, 동부네거리, 가양네거리, 삼성네거리, 대전역, 중앙로역, 대흥네거리, 원동네거리, 인동네거리, 한화생명 이글스 파크, 보문산공원오거리                                                     | 16~18          | 대전버스                   | 15        | 저상버스 운행                                                                    |

## 지선버스 (중형버스)
| 노선 번호 | 운행구간           | 운행구간 | 운행구간            | 경유지 | 배차 간격 (분) | 운행업체          | 운행 대수 | 비고                                           |
| --------- | ------------------ | -------- | ------------------- | --- | -------------- | ----------------- | --------- | ---------------------------------------------- |
| 116       | 안산동             | ↔        | 월평동(주공A)       | 반석마을, 반석역, 지족역, 송림마을아파트, 노은역, 죽동삼거리, 유성시외버스정류소, 유성온천역, 대전일보사, 은하수네거리, 무지개아파트(황실타운아파트-월평주공아파트-성룡초등학교 편도운행)                                                                   | 23~26          | 계룡버스          | 8         | 반석1통 지원운행                               |
| 117       | 충대농대           | ↔        | 학하동              | 충남대학교, 유성온천역, 유성고속터미널, 죽동예미지, 죽동천년나무, 신성네거리, 송림마을아파트, 지족역, 월드컵경기장역, 노은터널, 한밭대학교, 학의뜰아파트 | 20~32          | 협진운수          | 8         | 2013년 6월 26일 신설                           |
| 123       | 원내동(공영차고지) | ↔        | 구암역              | 서일고, 관저동, 도안동, 유성홈플러스 | 14~18          | 대전승합          | 8         | 2025년 6월 27일 신설                           |
| 212       | 대정동(화물터미널) | ↔        | 가수원역            | 드리움아파트, 대전교도소, 제이파크아파트, 진잠네거리, 서일고등학교, 다온숲아파트, 천년나무아파트, 느리울12/13단지, 건양대병원네거리, 가수원육교, 가수원역                                                                                                   | 28~38          | 대전버스          | 5         | 2016년 6월 22일 신설                           |
| 313       | 동신과학고         | ↔        | 효문화마을          | 판암역, 신흥역, 동부경찰서, 대전역, 대고오거리, 보문산, 충남대학교병원, 동산중고등학교, 중구보건소, 산성네거리, 산성초교, 안영교, 한빛고 | 22             | 산호교통          | 8         |                                                |
| 317       | 대전역             | ↔        | 대전역              | 중앙로역, 중구청, 테미도서관, 충남대학교병원, 과례마을, 한밭도서관, 대전국제통상고, 센트럴파크, 버드내아파트, 태평시장, 태평오거리, 오룡역, 중촌네거리, 삼성네거리, 성남네거리, 대동역, 원동네거리, 대전역                                                  | 20             | 동인여객          | 9         | 순환노선(내선, 외선)                           |
| 606       | 대전동신과학고     | ↔        | 충렬사삼거리        | 판암역, 신흥역, 대전역, 대덕구청, 오정농수산물시장, 대전예술의전당, 연구단지네거리, 신성동행정복지센터 | 20~22          | 협진운수          | 9         | BRT 버스중앙차로 이용                          |
| 614       | 대한통운           | ↔        | 용두네거리          | 대전산재병원, 오정농수산시장, 대덕구청, 삼성초등학교, 대전역, 중앙로역, 중구청, 서대전네거리역, 오룡역, 목양마을/올리브힐 (오룡역4번-3번출구-어덕마을 편도운행)                                                                                             | 17~21          | 대전교통          | 10        | BRT 버스중앙차로 이용                          |
| 620       | 낭월동(공영차고지) | ↔        | 대한통운            | 석천들마을, 산내초교, 오투그란데아파트, 옥계동, 부사오거리, 보문산, 중구청, 중앙로역, 삼성네거리, 가양네거리, 한국폴리텍대학, 송촌고, 그린아파트, 소월아파트, 보람아파트                                                                                    | 19~25          | 산호교통          | 9         |                                                |
| 622       | 비래동             | ↔        | 서대전역            | 만남웨딩홀, 대전복합터미널, 성남네거리, 삼성초교, 대전역, 중앙로역, 중구청역, 서대전네거리역 (중도일보-오류네거리-서대전역 편도운행) | 25             | 금남교통          | 4         | 2019년 7월 9일 신설                            |
| 712       | 탑립동             | ↔        | 철도차량정비창      | 탑립육교, 테크노밸리(6/10/11/12), 중일고등학교, 관평중학교, 한신에스메카, 웅진에너지, 한국가스기술공사, 기흥기계, 신일네거리, 상서삼거리, 덕암우체국, 이문고등학교, 신탄진시장, 신탄진역 (KT&G-상서동-대전철도차량정비단-평촌동-KT&G사택-신양마을 편도운행) | 25~29          | 동건운수          | 5         |                                                |
| 911       | 충대농대           | ↔        | 대전컨벤션센터(DCC) | 유성온천역, 갑천역, 월평역, 갈마역, 갤러리아타임월드, 시청, 한가람아파트, 충남고등학교, 정부대전청사(동문), 대전예술의전당, 무역전시관 | 16~17          | 대전운수 금남교통 | 5 2       | 2019년 9월 27일 자운대 연장 전의 노선으로 환원 |
| 912       | 충대농대           | ↔        | 수운교입구          | 유성온천역 유성고속버스터미널. 궁동네거리, 충남대학교서문 한울아파트, 대덕대, (자운대네거리-수운교입구-자운초등학교-군인아파트-육군정보통신학교 편도운행)                                                                                                   | 16~17          | 대전운수          | 7         | 2019년 9월 27일 911번에서 분리 신설            |
| 916       | 서남부터미널       | ↔        | 만년동              | 도마시장, 도마네거리, 대전과학기술대, 대청병원, 배재대학교, 내동중학교, 서우아파트, 봉산중학교, 변동오거리, 용문역, 청솔아파트, 국화아파트, 법원.검찰청, 서구청, 이마트, 갈마역, 파랑새아파트, 무지개아파트, 백합네거리(-만년고등학교-만년중학교 편도운행)  | 21~25          | 국민버스 한일버스 | 5         |                                                |
| 918       | 탑립동             | ↔        | 시청                | 한국방송통신대학교, 테크노밸리(2/4/6/10/11/12), 전자디자인고, 세종아파트, 전민네거리, KAIST문지캠퍼스, 대덕고등학교, 신세계백화점, 정부대전청사(서문), 삼천중학교, 크로바아파트, 시청역                                                                     | 21~24          | 계룡버스          | 8         | 저상(전기)버스 운행                            |

## 외곽버스
| 노선 번호 | 운행구간                                | 운행구간 | 운행구간                          | 경유지 | 배차 간격 (분) | 운행업체 | 운행 대수 | 비고                                                                              |
| --------- | --------------------------------------- | -------- | --------------------------------- | --- | -------------- | -------- | --------- | --------------------------------------------------------------------------------- |
| 11        | 수통골                                  | ↔        | 용계동                            | 한밭대, 덕명운암네오미아/하우스토리아파트, 현충원역, 유성시장, 온천1동행정복지센터, 트리풀시티9단지, 도안고등학교, 도로교통공단, 정수마을, 용계동 | 120            | 경익운수 | 1         | 도안신도시 버스중앙차로 이용                                                      |
| 20        | 대전역 (동광장)                         | ↔        | 장태산                            | 대동역, 대전역, 중앙로역, 서대전네거리역, 도마시장, 정림삼거리, 가수원사거리, 가수원역, 괴곡과선교, 흑석네거리, 장태산자연휴양림, 장태산종점 | 85~135         | 대전버스 | 2         | 2019년 9월 27일 200번에서 변경                                                    |
| 21        | 서남부터미널                            | ↔        | 대둔산 수락계곡 (논산시)          | 도마시장, 도마네거리, 서부소방서, 가수원도서관, 노루벌, 사진개, 흑석네거리, 벌곡, 한삼천교 | 60             | 경익운수 | 3         |                                                                                   |
| 22        | 서남부터미널                            | ↔        | 장안동                            | 흑석네거리, 기성중교, 용태울, 장태산자연휴양림 | 30~40          | 경익운수 | 2         | 산직2동 19회 경유                                                                 |
| 23        | 서남부터미널                            | ↔        | 원정동 (무도리)                   | 흑석네거리, 기성초교, 용촌동, 원정역 |                | 경익운수 | 2         | 무도리 13회 경유 야실 3회 경유                                                    |
| 24        | 서남부터미널                            | ↔        | 우명동                            | 흑석네거리, 기성초교, 사기점골, 영골, 조동1리 |                | 경익운수 | 2         | 60~90                                                                             |
| 25        | 서남부터미널                            | ↔        | 봉곡동                            | 흑석네거리, 흑석리역, 대추벌 | 50~60          | 경익운수 | 2         |                                                                                   |
| 26        | 서남부터미널                            | ↔        | 평촌동                            | 흑석네거리, 기성초교, 사기점골, 평촌2통 |                | 경익운수 | 2         | 50~90                                                                             |
| 27        | \|서남부터미널                          | ↔        | 흑석동 (기성농협)                 | 도마시장, 도마네거리, 서부소방서, 정림삼거리, 정림초교, 우성아파트, 정림중학교, 윗정림, 모세골, 반지리, 사진개, 흑석네거리 | 110            | 대전버스 | 1         |                                                                                   |
| 30        | 낭월차고지                              | ↔        | 대전역동광장                      | 낭월삼거리, 대전운전면허시험장, 이사동입구, 소호동, 목달동,(수련마을 편도운행) 장터골, 오월드입구, 산성네거리, 동산중고, 충남대학교병원, 서대전네거리역(성모병원-대고오거리-대흥네거리-원동네거리-대전역-대전역동광장-대동역-원동네거리-대전역-중앙로역-중구청역 편도운행) | 110            | 동인여객 | 2         |                                                                                   |
| 31        | 서남부터미널                            | ↔        | 원동네거리                        | 산성네거리, 오월드입구, 침산동입구, 산서초교, 소호동, 이사동입구, 대전운전면허시험장, 은어송초교, 효동네거리 (중앙시장 (대전역)-은행동-대흥동우체국 편도운행) | 200            | 산호교통 | 1         |                                                                                   |
| 32        | 서남부터미널                            | ↔        | 백암리 (금산군)                   | 산성네거리, 오월드입구, 침산동입구, 장생2동, 도리뫼, 어남동 | 110            | 대전버스 | 1         |                                                                                   |
| 33        | 대전역                                  | ↔        | 구완동                            | 중앙시장, 대흥네거리, 서대전네거리역, 도마교네거리, 산성네거리, 보훈공원, 오월드, 침산동입구 | 140            | 산호교통 | 1         | 3,5,7회차는 산성초등학교 경유                                                     |
| 34        | 서남부터미널                            | ↔        | 대둔산휴게소 (금산군/완주군 경계) | 산성네거리, 한빛고, 샛고개, 신대리, 복수면사무소, 진산면사무소 | 45             | 대전버스 | 4         | 앞문으로만 승하차                                                                 |
| 41        | 서남부터미널                            | ↔        | 국립대전숲체원                    | 도마시장, 도마네거리, 정림삼거리, 건양대병원네거리, 원내동, 진잠중학교 | 60~90          | 대전버스 | 2         |                                                                                   |
| 42        | 서남부터미널                            | ↔        | 세동                              | 도마시장, 도마네거리, 정림삼거리, 건양대병원네거리, 원내동, 서대전IC, 계룡과선교, 중세동, 양새터골 | 60~80          | 대전버스 | 2         | 전 차량 저상(전기)버스 운행                                                       |
| 46        | 서남부터미널                            | ↔        | 송정동                            | 도마시장, 도마네거리, 정림삼거리, 건양대병원네거리, 진잠중학교, 두계삼거리, 신도농원, 해미르아파트, 해군아파트 | 45             | 경익운수 | 3         | 송정동도 대전시내 운임 적용                                                       |
| 52        | 대전역동광장                            | ↔        | 하소룡골                          | 대전역, 원동네거리, 오토바이거리, 가오고등학교, 은어송초교, 이사동입구, 산내주공, 덕산마을, 송총마을, 공주마을, 소룡골입구 | 160            | 산호교통 | 1         |                                                                                   |
| 60        | 대전역동광장                            | ↔        | 직동                              | 성남네거리, 신흥역, 판암역, 동명초교, 중추마을, 효평삼거리 | 70~80          | 동인여객 | 2         |                                                                                   |
| 61        | 대전대                                  | ↔        | 냉천                              | 복음아파트, 용운도서관, 판암역, 동신과학고, 금성마을, 주산동, 동명초교, 추동취수장, 금성마을, 새동네, 추동취수장, 마산B지구 | 240            | 계룡버스 | 1         |                                                                                   |
| 61        | 대전대                                  | ↔        | 천개동                            | 복음아파트, 용운도서관, 판암역, 동신과학고, 금성마을, 주산동, 동명초교, 추동취수장, 금성마을, 새동네, 대청호자연생태관, 천개동 | 240            | 계룡버스 | 1         |                                                                                   |
| 62        | 대전대                                  | ↔        | 방아실 (옥천군)                   | 모리아파트, 용운네거리, 대전역, 동부경찰서, 신흥역, 세천동(바깥아감-모래재-방아실-향곡리-안아감 편도운행) | 150            | 금남교통 | 1         | 3회 감로 지원 운행                                                                |
| 63        | 대전역동광장                            | ↔        | 회남 (보은군)                     | 대전역, 원동네거리, 동부경찰서, 판암역, 세천공원, 회남길입구, 양지공원, 신곡리 | 50~70          | 대전운수 | 3         |                                                                                   |
| 66        | 비래동                                  | ↔        | 판암역                            | 가양비래공원, 명석고등학교, 대전보건대학교, 복합터미널, 삼호아파트, 길치근린공원, 대전대학교, 용운국제수영장 (판암동성당-동구청-천동주공아파트-천동휴먼시아-신흥역-판암역-판암동성당 편도운행)                                                                             | 75             | 대전교통 | 4         | 2019년 4월 26일 신설                                                              |
| 71        | 동신과학고                              | ↔        | 용호동                            | 금성마을, 중추마을, 효평초교, 효평삼거리, 직동, 소골마을, 삼정취수장, 용정초교, 신탄진역, 신탄진정수장 | 150            | 국민버스 | 1         | 직동 지원운행, 용호동방향 막차는 남경마을까지만 운행                              |
| 72        | 대청댐                                  | ↔        | 달전리 (세종시)                   | 삼정취수장, 신탄진취수장, 신탄진역, 신탄진IC, 한국타이어, 대덕경찰서, 송강종합상가, 장수촌가든 | 120            | 국민버스 | 1         | 3,4,5회차는 신탄진시장 경유 토요일, 휴일은 금강로하스대청공원까지만 운행          |
| 73        | 대청댐                                  | ↔        | 금탄동                            | 삼정취수장, 신탄진취수장, 용정초교, 한국타이어, 기흥기계, 송강종합상가, 대동보건소 | 130            | 대전운수 | 1         | 2회차 대청댐 운행 시 신탄중앙중 경유 토요일, 휴일은 금강로하스대청공원까지만 운행 |
| 74        | 대한통운                                | ↔        | 장동2구                           | 회덕동행정복지센터, 성우동산, 와동초교, 장동약수터, 대덕구예비군훈련장, 장동고개, 장동초교, 진골마을, 새뜸마을, 신디마을삼거리 | 40             | 한일버스 | 2         |                                                                                   |
| 75        | 세종고속시외버스터미널 (세종특별자치시) | ↔        | 보훈병원                          | 금남초교, 장영실고교, 호탄리, 장재리, 초정약수, 신동2통, 금고통, 송강전통시장, 목상동, 금강엑슬루타워 신탄진역 | 150            | 대전운수 | 1         |                                                                                   |

## 맞춤버스
| 노선 번호 | 운행구간           | 운행구간 | 운행구간           | 경유지 | 배차 간격 (분) | 운행업체                                              | 운행 대수 | 비고                                                           |
| --------- | ------------------ | -------- | ------------------ | --- | -------------- | ----------------------------------------------------- | --------- | -------------------------------------------------------------- |
| 첨단1     | 탑립동             | →        | 탑립동             | 청벽산공원삼거리 → 한국방송통신대학교 → 테크노밸리(6/10/11/12) → 중일고등학교 → 관평중학교(중간휴식) → 송강전통시장 → 한들교 → 미건테크노월드 → 화인테크 → 뉴로스 → 조폐공사ID본부 → (탑립동/청벽산공원삼거리)                                            | 14~30          | 동건운수                                              | 2         | 저상(전기)버스 운행 편도 운행(시계방향) 노선 탑립동 10회 경유  |
| 첨단2     | 신구교             | →        | 신구교             | 한국가스기술공사 → 송강전통시장 → 송강중학교 → 구룡 → 구룡2통 → 둔곡지구 → 둔곡동 → 둔곡동새마을회관 → 둔곡동BRT → 신동 → 신동2통 → 신동 → 둔곡동BRT 둔곡동새마을회관 → 둔곡동 → 둔곡지구 → 구룡2통 → 구룡 → 송강중학교 → 송강전통시장 → 한국가스기술공사 |                | 대전승합                                              | 4         | 2022년 11월 1일 신설                                           |
| 특구1     | 한국과학기술원북문 | →        | 한국과학기술원북문 | 구성삼거리 → SK뷰아파트 → 한빛탑 → 대전지빙기상청 → 카이스트 → 충남대학교 → 구암역 → 유성구청 |                | 대전운수                                              | 3         | 2021년 8월 23일 신설 저상(전기)버스 운행                       |
| 17        | 현충원역           | ↔        | 학봉3 (동학사)     | 현충원역, 국립대전현충원, 박정자삼거리, 학봉삼거리 (동학사 우천 시 운행) |                | 국민버스                                              | (2)       | 주말 맞춤형 노선 2016년 4월 2일 신설 4월, 10~11월 한시적 운행  |
| 77        | 신탄진             | ↔        | 대청댐             | 신탄진동행정복지센터, 용정초등학교, 신탄진취수장, 삼정취수장, 대청댐 (헬기장) |                | 대전운수 계룡버스 동건운수 협진운수                   | 1         | 맞춤형 노선 2018년 4월 7일 신설 4월 7일, 8일 한시적 운행       |
| 88        | 대전역동광장       | ↔        | 계족산황토길       | 복합터미널, 중리동, 읍내동, 와동 |                | 산호교통 대전버스 계룡버스 대전교통 동건운수 대전승합 | 1         | 맞춤형 노선 2018년 5월 12일 신설 5월 12일~5월 27일 한시적 운행 |

## 유성구 마을버스
| 노선 번호 | 운행구간   | 운행구간 | 운행구간           | 경유지 | 배차 간격 (분) | 운행업체     | 운행 대수 | 비고                                                     |
| --------- | ---------- | -------- | ------------------ | --- | -------------- | ------------ | --------- | -------------------------------------------------------- |
| 마을1     | 충대농대   | ↔        | 청벽산공원         | 유성온천역, 유성고속버스터미널, 신성동행정복지센터, 대덕대학교, 대덕고등학교, 한국전력연구원, 태광산업중앙연구소, 전민동행정복지센터, K-water교육원, 테크노밸리 (4/6/12단지), 관평중학교, 수변공원        | 25~30          | 유성마을버스 | 6         | 태광산업중앙연구소 양방향 회차 운행                      |
| 마을3     | 군인아파트 | ↔        | 원내동한아름아파트 | 자운대, 신성동행정복지센터, 성덕중학교, 충남대학교(서문), 장대네거리, 유성시장, 구암역, 유성고등학교, 유성생명과학고, CN시티에너지(학하CES), 학의뜰아파트, 학하초교, 드리움아파트, 제이파크아파트, 원내동 | 30~37          | 유성마을버스 | 5         | 학의뜰아파트 양방향회차 운행, 1일 1왕복으로 복용2통 경유 |
| 마을5     | 봉산동     | ↔        | 유성생명과학고     | 봉산동휴먼시아, 테크노밸리 (1/2/7/8단지), 대전전자디자인고, 대덕고등학교, 국립중앙과학관, KAIST, 유성구청, 충남대학교, 유성온천역, 유성시외버스정류장, 구암동, 유성중학교, 목련아파트                     | 23~29          | 유성마을버스 | 6         | 유성생명과학고→유성중→목련아파트 양방향 운행             |

## 폐선
| 노선 번호 | 운행구간   | 운행구간 | 운행구간     | 경유지                                                                 | 비고                                       |
| --------- | ---------- | -------- | ------------ | ---------------------------------------------------------------------- | ------------------------------------------ |
| 50        | 낭월차고지 | ↔        | 마전         | 삼괴동, 하소룡골, 산흥초, 하소동, 만인산자연휴양림                     | 2009년 2월 27일 52번과 통합되어 폐선       |
| 109       | 충대농대   | ↔        | 정부세종청사 | 유성온천역, 유성고속버스터미널, 노은역, 반석역, 국곡리, 대평리, 첫마을 | 2013년 6월 10일 폐선 세종시 655번으로 대체 |